# Otto Persson
Otto Sigfrid Persson (i riksdagen kallad Persson i Plöninge), född 4 september 1865 i Väsby församling, Malmöhus län, död där 29 december 1908, var en svensk lantbrukare och riksdagsman.
Persson var sedan 1898 ordförande i kommunalnämnden i Väsby, Malmöhus län. Han var direktör i Skånska handelsbanken 1906 och vice direktör i bankaktiebolaget Kullen sedan 1907. Han var ledamot av Riksdagens andra kammare vid sin död.

## Biografi
Otto Persson var son till lantbrukaren Per Olsson och Boel Sonesdotter. Hans far dog 1872 och Otto som var enda son ärvde gården Plöninge 6 och fick ta över gården när han fyllde 25 år. Modern bodde kvar på gården genom ett undantagskontrakt.
År 1907 blev Persson invald i riksdagens andra kammare för det nybildade Nationella Framstegspartiet, men hann bara delta 1908. Han var sjuk och avled i levercancer den 29 december 1908. Persson ligger begravd på kyrkogården i Väsby.